# پایگاه هوایی مونت ریل

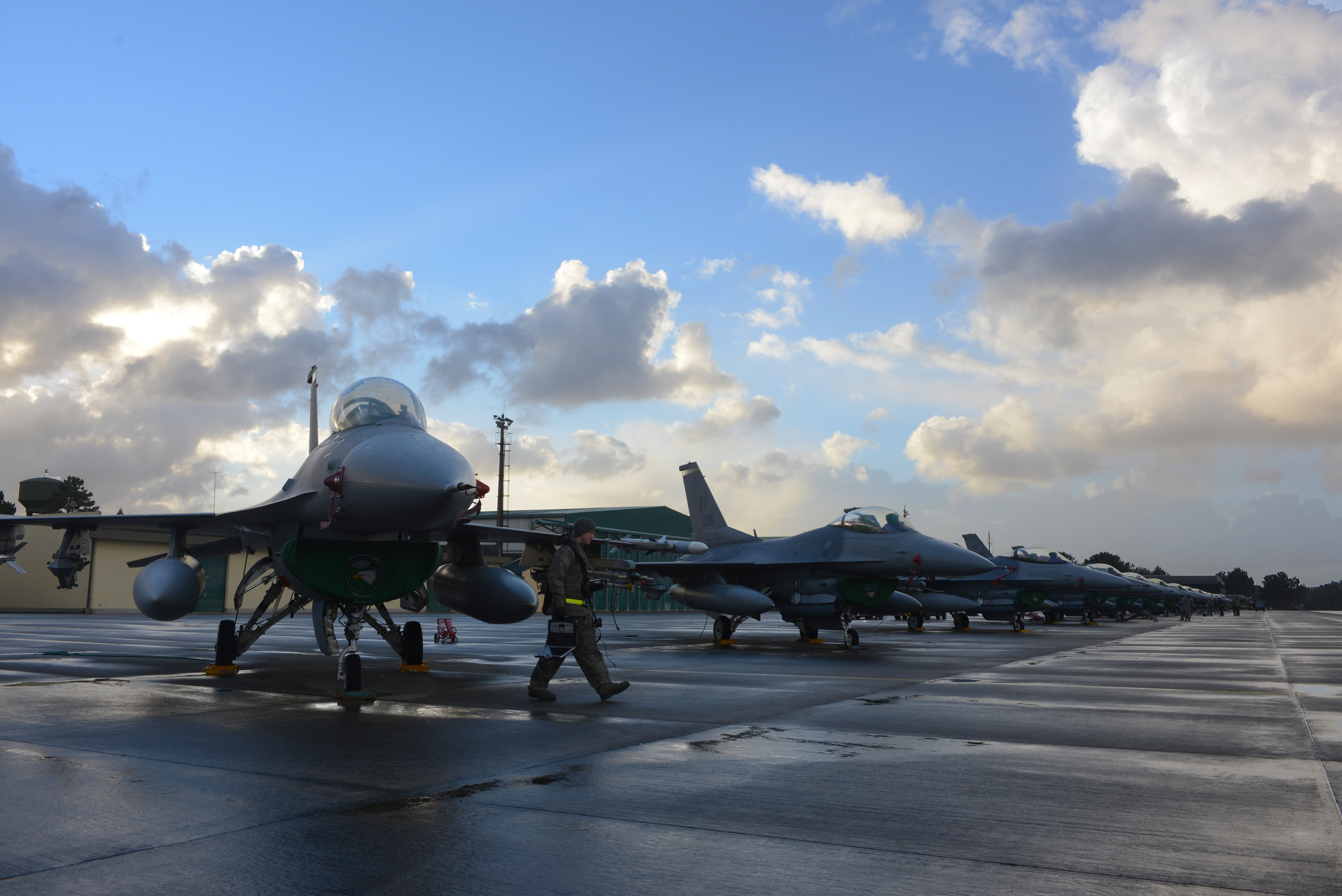
پایگاه هوایی مونت ریل

پایگاه هوایی مونت ریل (به انگلیسی: Monte Real Air Base) یک فرودگاه نظامی: پایگاه نیروی هوایی است . این فرودگاه در کشور پرتغال قرار دارد و در ارتفاع ۵۷ متری از سطح دریا واقع شده‌است.